# Terrassa FC
Terrassa Fútbol Club is een Spaanse voetbalclub uit de Catalaanse stad Terrassa. Thuiswedstrijden worden afgewerkt in het Estadi Olímpic de Terrassa, dat een capaciteit van 11.500 plaatsen heeft.

## Geschiedenis
Terrassa FC werd opgericht in 1906. De club werd in 1916 en 1924 kampioen van de Campionat de Catalunya de Segona Categoria en het speelde vijftien seizoenen in de Segunda División A, voor het laatst in het seizoen 2004/2005. De overige jaren speelde Terrassa FC in lagere divisies. In mei 2002 won Terrassa FC de Copa de Catalunya ten koste van FC Barcelona. Na verlengingen stond het 1-1, waarna de spelers van Terrassa de strafschoppen beter namen dan hun collega's van FC Barcelona. In 2002 promoveerde Terrassa FC bovendien naar de Segunda División A. In januari 2003 was Terrassa FC in de achtste finale om de Copa del Rey dicht bij een stunt tegen Real Madrid. Thuis wist de Catalaanse club de Madrileense grootmacht op 3-3 te houden, in de return in Madrid wist Real pas in de slotfase een 4-2-overwinning te bewerkstelligen. In juni 2003 prolongeerde Terrassa FC de Copa de Catalunya door met 3-0 te winnen van CF Gavà. In de halve finales had Terrassa FC na wederom strafschoppen van FC Barcelona gewonnen. In 2005 degradeerde Terrassa FC naar de Segunda División B.
Op het einde van het tussenseizoen 2020-2021 kon de ploeg een plaats afdwingen in de nieuw opgerichte Segunda División RFEF.

## Prijzen
- Kampioen van de Campionat de Catalunya de Segona Categoria: 1916, 1924
- Copa de Catalunya: 2002, 2003

## Bekende spelers
- Haruna Babangida
- Marc Bernaus
- Thomas Christiansen
- Julio De Dios
- Abraham González
- José Miguel Morales
- Cayetano Ré